# Erwin Komenda

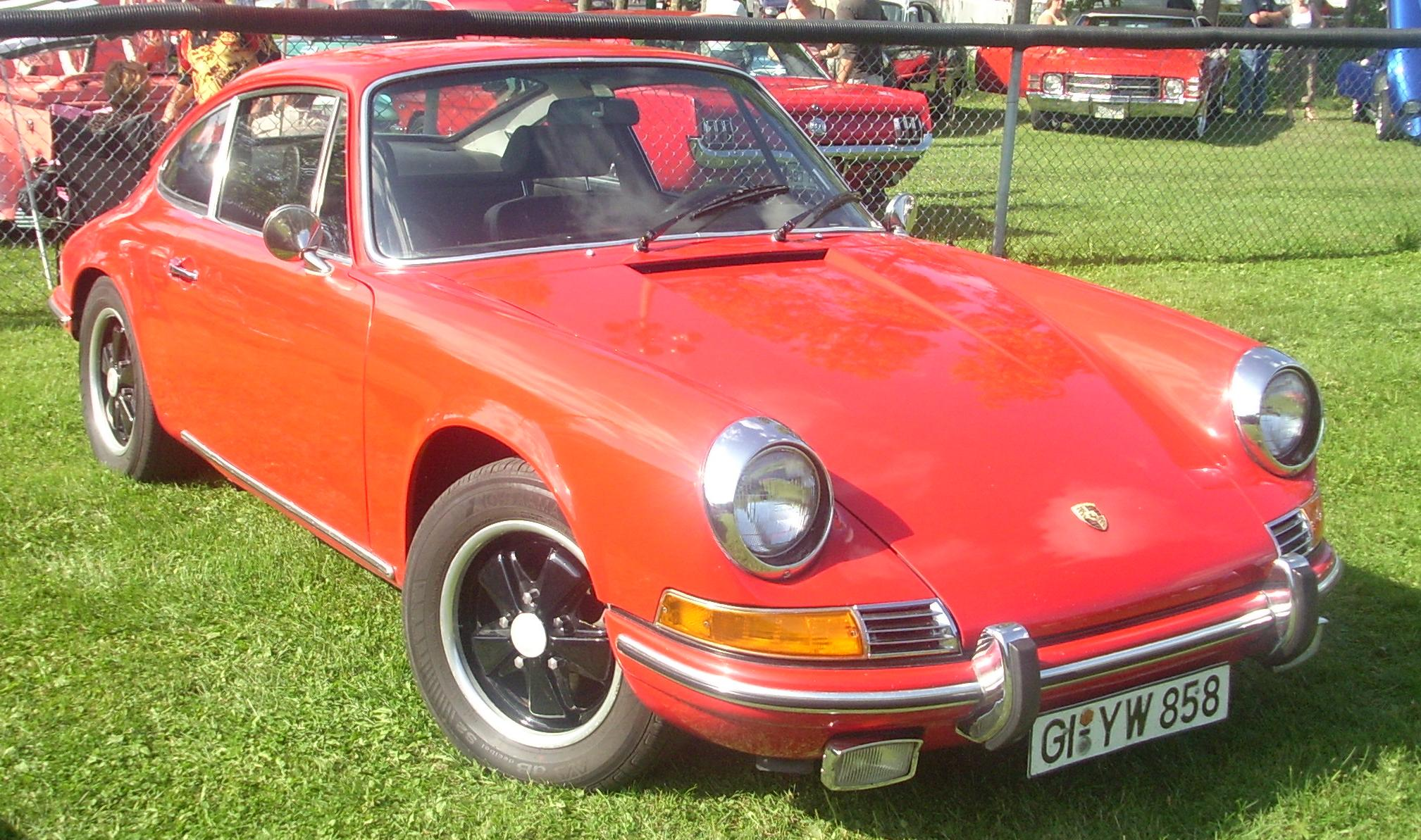
El clásico Porsche 911, diseñado por Komenda en 1964.

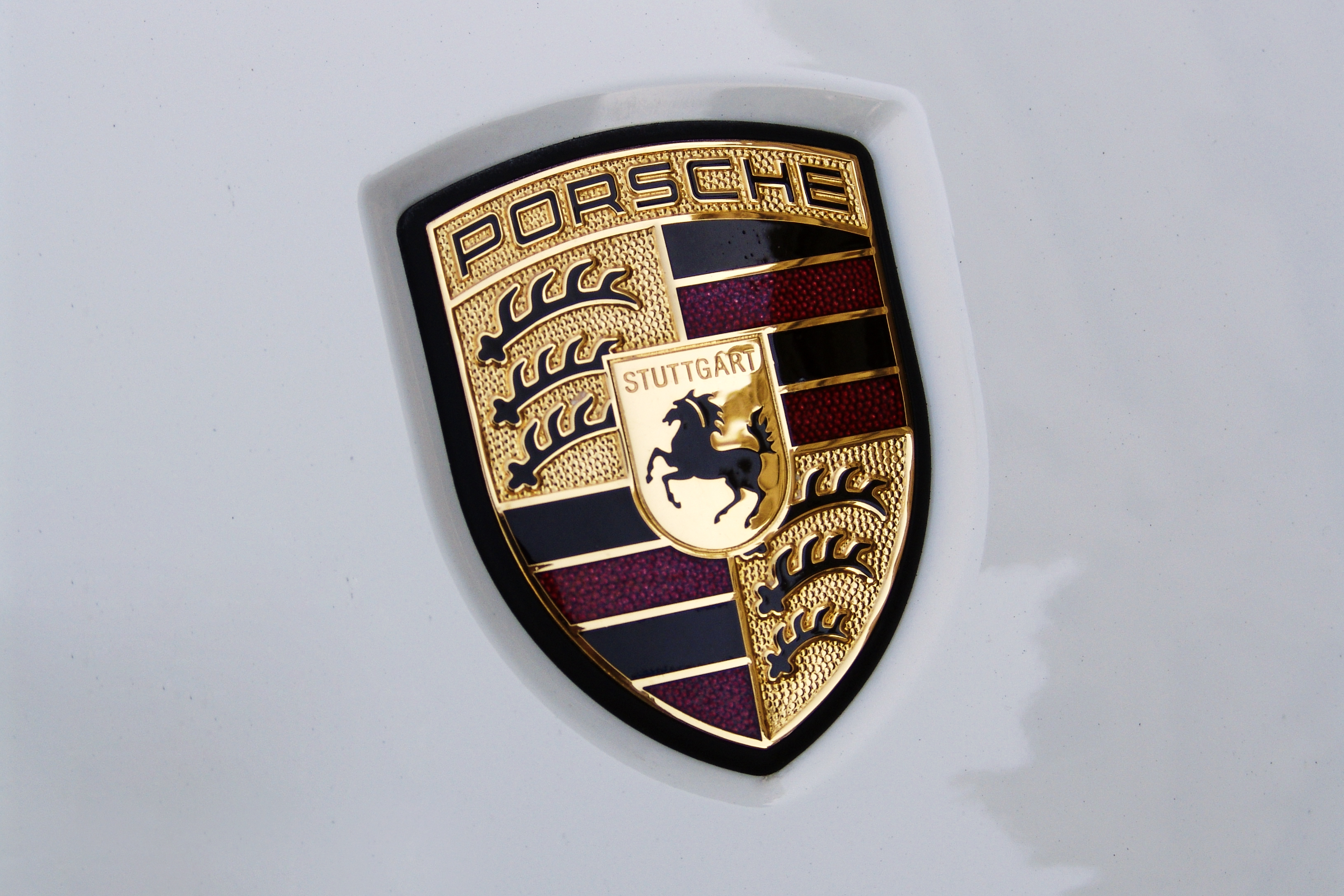
El emblema de Porsche. Diseñado por Komenda en 1952 con los símbolos del lugar de origen de la compañía.

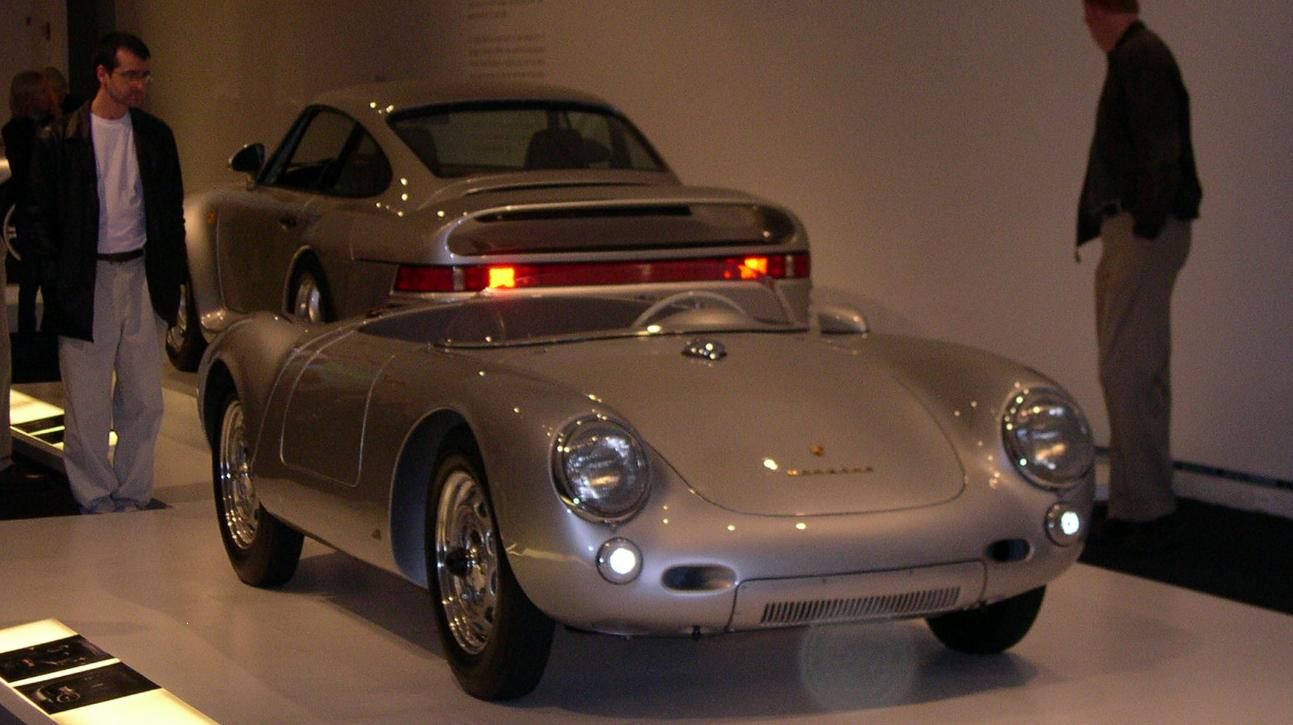
El Porsche 550 "Spyder" diseñado por Komenda en 1955.

Erwin Komenda (Jauern, Austria, 6 de abril de 1904 - Gerlinen, Alemania, 22 de agosto de 1966) fue un diseñador de automóviles austriaco, uno de los más influyentes de todos los tiempos.
Entre sus obras más emblemáticas, se encuentran sus colaboraciones para la casa alemana Porsche, de las cuales se destaca el haber contribuido al diseño del modelo icono de la casa, el Porsche 911, junto a Butzi Porsche.
Komenda tuvo una formación casi enteramente centrada en el metal. En 1920 comenzó su carrera profesional como dibujante y diseñador de herramientas y automóviles en una fábrica de carrocería vienesa. Al principio trabajó para Daimler-Benz como diseñador jefe del departamento de carrocería, puesto que mantuvo hasta 1931. Durante su trabajo allí logró, en la mayoría de los casos, reducir el peso de los autos de Mercedes mediante la mejora en el diseño. Durante ese tiempo también desarrolló un Mercedes aerodinámico construido en carrocería monocasco. 
En octubre de 1931 Komenda renunció a su puesto respetable y bien pagado dentro de la compañía, para formar parte del estudio de diseño automovilístico de Ferdinand Porsche I en Stuttgart. Su primera tarea allí consistió en diseñar una carrocería para el coche de carreras Type A (1934), que ostentó numerosos récords del mundo. Influido por los estudios de aerodinámica hechos previamente por Paul Jaray y Wunbald Kamm, Komenda diseñó más tarde, en 1934, una carrocería aerodinámica para el Volkswagen Escarabajo, que se lanzó al mercado por primera vez en 1938. Komenda también realizó sus propios estudios de aerodinámica en los túneles aerodinámicos de Zeppelin, en Friedrischshafen, y en la Kamm, en Stuttgart.
Su interés en el ámbito del estudio de la aerodinámica hizo que diseñara formas aerodinámicas para otorgar una máxima eficacia al vehículo y no con una finalidad estética como en el Streamlining. Para el estilismo del primer Porsche, el 356, Ferdinand "Ferry" Porsche II le pidió a Komenda que la parte delantera del auto quedara lo más próxima al piso posible. La forma unificada y compacta resultante tuvo una gran influencia en el diseño posterior de automóviles. 
Durante su estadía en América en 1952, "Ferry" Porsche le encomendó a Komenda el diseño del emblema de Porsche. En el diseño, incluyó el animal heráldico de la ciudad de Stuttgart (un caballo negro rampante, que a diferencia del de Scuderia Ferrari, está parado sobre sus dos patas traseras, en lugar de una sola), la heráldica del estado de Baden-Württemburg y las palabras "Porsche" y "Stuttgart" para reflejar la importancia de la relación de la empresa con sus raíces. 
Komenda también diseñó otros modelos reconocidos para Porsche como el 550 "Spyder", el último de ellos, el clásico 911 (1963-1964). Murió repentinamente en agosto de 1966, dejando más de 100 solicitudes de patentes, aplicaciones para Porsche y el diseño atemporal de sus automóviles.